# ضفدع الشجر المشترك
ضفدع الشجر المشترك، هو نوع من الضفادع من أسرة (Rhacophoridae)، يوجد هذا النوع في بنغلاديش، بروناي، كمبوديا، الصين، الهند، اندونيسيا، اليابان، لاوس، ماليزيا، ماينمار، نيبال، الفلبين، سنغافورة، أمريكا الشمالية، وتايلاند، وفيتنام، وأحيانا في البوتان. بيئته الطبيعية هي الغابات الاستوائية أو شبه الاستوائية الجافة، والغابات الاستوائية أو شبه الاستوائية المنخفضة الرطبة، والأراضي العشبية الاستوائية وشبه الاستوائية المنخفضة ذات الأمطار أو الفيضانات الموسمية، والأنهار، والجداول والأنهار الموسمية، وبحيرات المياه العذبة، وبحيرات المياه العذبة الموسمية، ومستنقعات المياة العذبة، ومستنقعات المياه العذبة الموسمية، وينابيع المياه العذبة، والشواطئ الصخرية، وبحيرات المياه العذبة الساحلية، والأراضي الزراعية، والمراعي والحدائق في المناطق الريفية والحضرية على حد السواء، ومناطق تخزين المياه، والبرك، والأحواض المائية، والأراضي الرطبة المروية، والأراضي التي تغمرها المياه، واراضي الغطاء النباتي، والمراحيض.